# 三大顷乡
三大顷乡是中华人民共和国内蒙古自治区乌兰察布市商都县下辖的一个乡。
2012年1月20日，内蒙古自治区人民政府批复同意从七台镇、西井子镇分别划出部分区域，设置三大顷乡，辖三虎地、田家卜、陈家村、谢家房子、十大顷、董家村、新海子、苏木、长青沟9个村，乡人民政府驻十大顷。

## 行政区划
三大顷乡下辖以下村级行政区划单位：
三虎地村、陈家村、田家卜村、十大顷村、董家村、谢家坊子村、新海子村、苏木村和长青沟村。